# Pediastrum
Pediastrum ist eine Gattung koloniebildender Grünalgen aus der Klasse der Chlorophyceae.

## Merkmale
Die Einzelzellen von 8–32 µm Durchmesser bilden einen typischen, flachen, runden und scheibenförmigen Aggregationsverband, ein Coenobium. Dieses besteht aus 4 bis 128 Einzelzellen mit einem Gesamtdurchmesser von bis zu 450 µm. Die Zellen besitzen einen einzelnen Zellkern sowie einen einzelnen Chloroplasten mit einem Pyrenoid. Die Form der Zellen ist polygonal mit konkav oder konvex gewölbten Seiten. Die Randzellen haben im Gegensatz zu denen in der Mitte nach außen gerichtete Fortsätze.
Die ungeschlechtliche Fortpflanzung erfolgt durch die Bildung von 2n zweigeißeligen Zoosporen oder unbeweglichen Aplanosporen. Diese verlassen die Mutterzelle in einer Blase und bilden innerhalb dieser Blase eine Tochterkolonie. Die geschlechtliche Fortpflanzung erfolgt durch Isogamie. Zellen der Kolonie bilden zweigeißelige Gameten, die zu einer Hypnozygote verschmelzen. Aus dieser entstehen nach Reduktionsteilung bewegliche Meiosporen. Die Meiosporen wandeln sich in polyedrische, unbewegliche Zellen um. In diesen entstehen Zoosporen, die wie bei der ungeschlechtlichen Vermehrung in einer Blase das Sporangium verlassen.

## Vorkommen
Pediastrum kommt im Süßwasser-Plankton von arktischen bis tropischen Klimazonen vor. Sie kann Wasserblüten bilden. Sie kommt auch im Aufwuchs eutropher stehender Gewässer vor. Sie tritt ganzjährig auf.

## Systematik
Algaebase nennt 29 anerkannte Arten.
Auswahl:
- Pediastrum boryanum
- Pediastrum duplex
- Pediastrum contiguum

## Belege
- Karl-Heinz Linne von Berg, Michael Melkonian u. a.: Der Kosmos-Algenführer. Die wichtigsten Süßwasseralgen im Mikroskop. Kosmos, Stuttgart 2004, ISBN 3-440-09719-6, S. 196.
- McManus, H.A. & Lewis, L.A. (2011). Molecular phylogenetic relationships in the freshwater family Hydrodictyaceae (Sphaeropleales, Chlorophyceae), with an emphasis on Pediatrum duplex. Journal of Phycology 47(1): 152–163.
- Tsarenko, P.M. (2011). Sphaeropleales. In: Algae of Ukraine: diversity, nomenclature, taxonomy, ecology and geography. Volume 3: Chlorophyta. (Tsarenko, P.M., Wasser, S.P. & Nevo, E. Eds), pp. 280–355. Ruggell: A.R.A. Gantner Verlag K.-G.
- A.Bresinsky, Ch. Körner, J. W. Kadereit, G. Neuhaus, Uwe Sonnewald: Strasburger – Lehrbuch der Botanik, Spektrum Akademischer Verlag; Auflage: 36 (2008)